# Fouhren
Fouhren (en luxemburguès: Furen; en alemany: Fuhren) és una vila de la comuna de Tandel situada al districte de Diekirch del cantó de Vianden. Està a uns 34 km de distància de la ciutat de Luxemburg.

## Història
Fins a la seva fusió amb la comuna de Bastendorf per formar la nova ciutat de Tandel l'1 de gener de 2006, Fouhren era un municipi independent al cantó de Vianden.
Durant la Segona Guerra Mundial, el 10 de maig 1940 els exèrcits alemanys van envair simultàniament els Països Baixos, Bèlgica i Luxemburg per fer front a França i Gran Bretanya. Abans de travessar la frontera per les tropes regulars, unitats especials es van introduir en les primeres hores del 10 de maig per evitar, sense èxit, les barreres irreversibles per dissuadir-los de creuar-les col·locades pels luxemburguesos, una d'elles era la de Fouhren.